# アイゼンシュタイン級数
本記事は正則アイゼンシュタイン級数について記述している。非正則な場合は実解析的アイゼンシュタイン級数を参照。
アイゼンシュタイン級数(Eisenstein series)は、ドイツの数学者ゴットホルト・アイゼンシュタイン(Gotthold Eisenstein)にちなみ、直接書き下すことができる無限級数展開を持つ特別なモジュラ形式である。元来はモジュラ群に対して定義されていたアイゼンシュタイン級数は、保型形式の理論へ一般化することができる。

## モジュラ群のアイゼンシュタイン級数

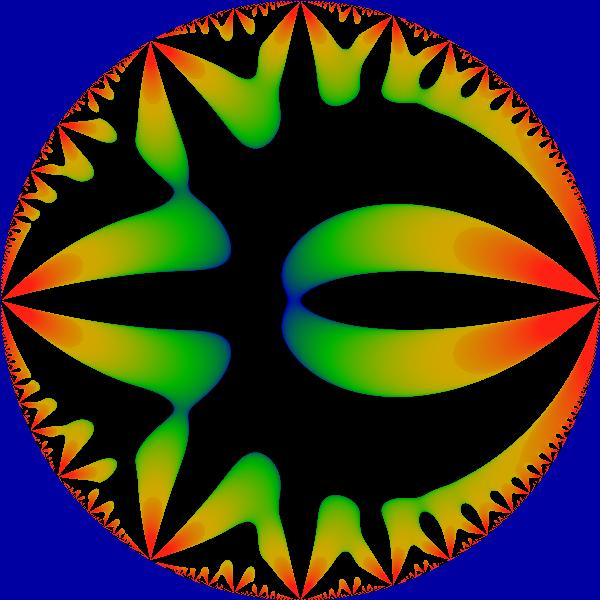
単位円板上の q の函数としての G_{6} の実部

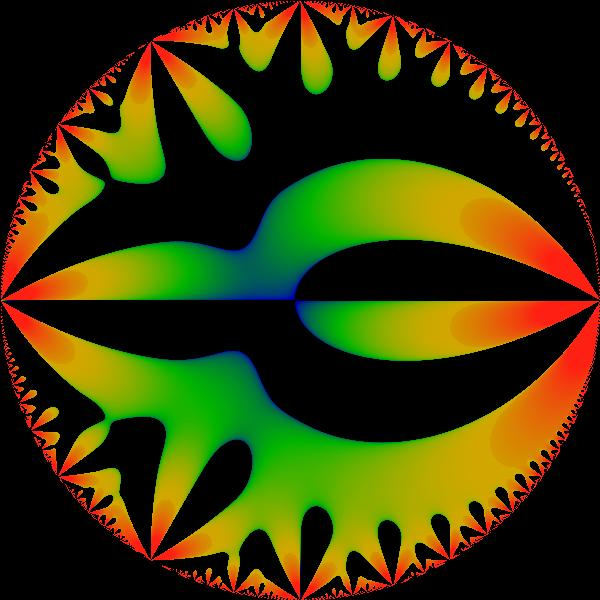
単位円板上の q の函数としての G_{6} の虚部

τ を虚部が 正となる複素数とする。k ≥ 2 を整数としたとき、ウェイト 2k の正則アイゼンシュタイン級数(holomorphic Eisenstein series) G2k(τ) を
{\displaystyle G_{2k}(\tau )=\sum _{(m,n)\in \mathbf {Z} ^{2}\backslash (0,0)}{\frac {1}{(m+n\tau )^{2k}}}}
と定義する。
この級数は、上半平面で τ の正則函数へ絶対収束し、下記に与える級数のフーリエ展開は、 τ = i∞ へ正則函数として拡張されることを示している。アイゼンシュタイン級数がモジュラ形式であることは注目すべき事実である。実際、キーとなる性質は、級数の SL(2, Z)-不変性である。明らかに、a, b, c, d ∈ Z で ad − bc = 1 であれば、
{\displaystyle G_{2k}\left({\frac {a\tau +b}{c\tau +d}}\right)=(c\tau +d)^{2k}G_{2k}(\tau )}
となり、従って、G2k はウェイト 2k のモジュラ形式である。k ≥ 2 であるという前提は重要で、そうでないと非合理的に和の順番を変更したり、 SL(2, Z)-不変性が保てなくなる。事実、ウェイト 2 の非自明なモジュラ形式は存在しない。にもかかわらず、正則アイゼンシュタイン級数の類似物が k = 1 に対して、準モジュラ形式(quasimodular form)でしかないが、定義することが可能ではある。

## モジュラ不変量との関係
楕円曲線のモジュラ不変量 g2 と g3 は、アイゼンシュタイン級数の最初の 2 つの項で、次のように与えられる。
{\displaystyle g_{2}=60G_{4}}
{\displaystyle g_{3}=140G_{6}}
これら２つの函数はテータ函数によって表すこともできる。

## 漸化式
モジュラ群のどのモジュラ形式も、G4 と G6 の多項式として書き表すことができる。特に、高次オーダーの G2k は漸化式を通して、G4 と G6 の項として書くことができる。dk =(2k+3)k!G2k+4 とすると、全ての n ≥ 0 に対し、dk は関係式
{\displaystyle \sum _{k=0}^{n}{n \choose k}d_{k}d_{n-k}={\frac {2n+9}{3n+6}}d_{n+2}}
を満たす。ここに、{\displaystyle {n \choose k}} は二項係数であり、{\displaystyle d_{0}=3G_{4}} であり、{\displaystyle d_{1}=5G_{6}} である。
dk は、ヴァイエルシュトラスの楕円函数
{\displaystyle \wp (z)={\frac {1}{z^{2}}}+z^{2}\sum _{k=0}^{\infty }{\frac {d_{k}z^{2k}}{k!}}={\frac {1}{z^{2}}}+\sum _{k=1}^{\infty }(2k+1)G_{2k+2}z^{2k}}
の級数展開で発生する。

## フーリエ級数

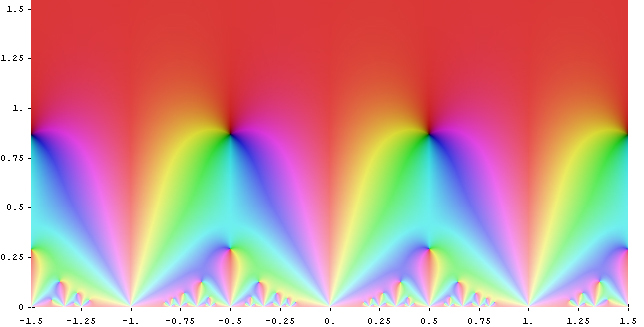
G_4

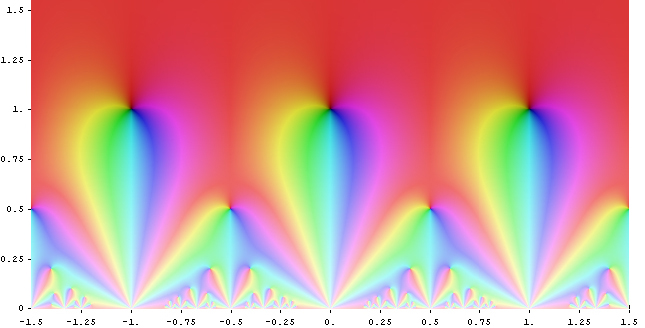
G_6

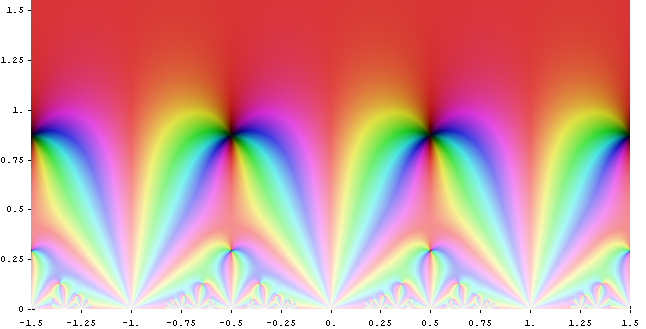
G_8

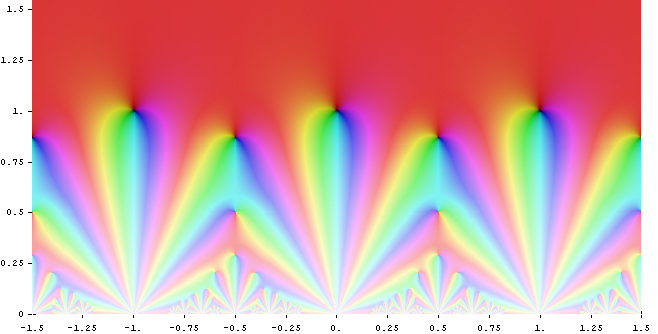
G_10

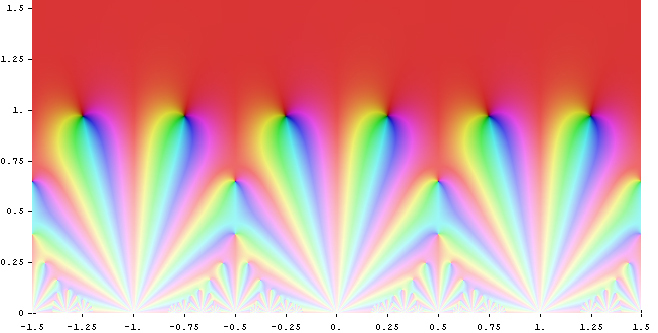
G_12

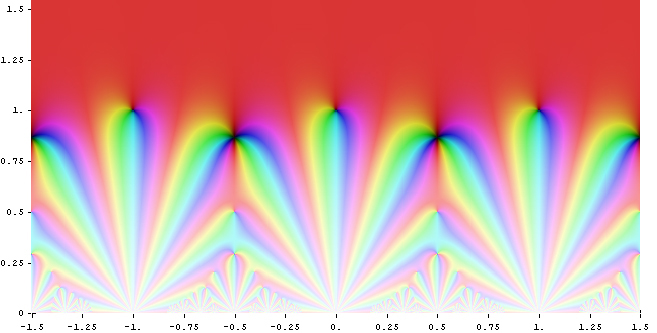
G_14

{\displaystyle q=e^{2\pi i\tau }} と定義する。（古い書籍では、q をノーム(nome) {\displaystyle q=e^{i\pi \tau }} として定義してあるものもあるが、現在では {\displaystyle q=e^{2\pi i\tau }} が数論では標準的である。）するとアイゼンシュタイン級数のフーリエ級数は、
{\displaystyle G_{2k}(\tau )=2\zeta (2k)\left(1+c_{2k}\sum _{n=1}^{\infty }\sigma _{2k-1}(n)q^{n}\right)}
であり、ここにフーリエ係数 c2k は、
{\displaystyle c_{2k}={\frac {(2\pi i)^{2k}}{(2k-1)!\zeta (2k)}}={\frac {-4k}{B_{2k}}}={\frac {2}{\zeta (1-2k)}}.}
で与えられる。
ここに、Bn はベルヌーイ数であり、ζ(z) はリーマンゼータ函数であり、σp(n) は約数函数で、n の約数の p 乗の和である。特に、
{\displaystyle {\begin{aligned}G_{4}(\tau )&={\frac {\pi ^{4}}{45}}\left[1+240\sum _{n=1}^{\infty }\sigma _{3}(n)q^{n}\right]\\G_{6}(\tau )&={\frac {2\pi ^{6}}{945}}\left[1-504\sum _{n=1}^{\infty }\sigma _{5}(n)q^{n}\right].\end{aligned}}}
を得る。
n を渡る和の部分は、ランベルト級数(Lambert series)として表すことができる。すなわち、任意の複素数 |q| ≤ 1 と a に対して、
{\displaystyle \sum _{n=1}^{\infty }q^{n}\sigma _{a}(n)=\sum _{n=1}^{\infty }{\frac {n^{a}q^{n}}{1-q^{n}}}}
を得る。アイゼンシュタイン級数のq-展開(q-expansion)を考えると、別な表し方である。
{\displaystyle E_{2k}(\tau )={\frac {G_{2k}(\tau )}{2\zeta (2k)}}=1+{\frac {2}{\zeta (1-2k)}}\sum _{n=1}^{\infty }{\frac {n^{2k-1}q^{n}}{1-q^{n}}}=1-{\frac {4k}{B_{2k}}}\sum _{d,n\geq 1}n^{2k-1}q^{nd}}
が良くつかわれる。

## アイゼンシュタイン級数を意味する等式

### テータ函数として
{\displaystyle q=e^{2\pi i\tau }}とし、
{\displaystyle E_{4}(\tau )=1+240\sum _{n=1}^{\infty }{\frac {n^{3}q^{n}}{1-q^{n}}}}
{\displaystyle E_{6}(\tau )=1-504\sum _{n=1}^{\infty }{\frac {n^{5}q^{n}}{1-q^{n}}}}
{\displaystyle E_{8}(\tau )=1+480\sum _{n=1}^{\infty }{\frac {n^{5}q^{n}}{1-q^{n}}}}
として、
{\displaystyle a=\theta _{2}(0;e^{\pi i\tau })=\vartheta _{10}(0;\tau )}
{\displaystyle b=\theta _{3}(0;e^{\pi i\tau })=\vartheta _{00}(0;\tau )}
{\displaystyle c=\theta _{4}(0;e^{\pi i\tau })=\vartheta _{01}(0;\tau )}
と定義する。ここに {\displaystyle \theta _{m}} and {\displaystyle \vartheta _{n}} はヤコビのテータ函数(Jacobi theta functions)の代わる記法である。すると、
{\displaystyle E_{4}(\tau )={\tfrac {1}{2}}(a^{8}+b^{8}+c^{8})}
{\displaystyle E_{6}(\tau )={\tfrac {1}{2}}{\sqrt {\frac {(a^{8}+b^{8}+c^{8})^{3}-54(abc)^{8}}{2}}}}
となる。{\displaystyle E_{4}^{2}=E_{8}} と {\displaystyle a^{4}-b^{4}+c^{4}=0} であるので、これは、
{\displaystyle E_{8}(\tau )={\tfrac {1}{2}}(a^{16}+b^{16}+c^{16})}
を意味する。

### アイゼンシュタイン級数の積
アイゼンシュタイン級数は、全モジュラ群 SL(2, Z) のモジュラ形式の最も明白な例である。ウェイト 2k のモジュラ形式の空間は、2k = 4, 6, 8, 10, 14 に対しては次元１となるため、これらのウェイトを持つようなアイゼンシュタイン級数の積が複数あるとき、それらは互いに定数倍となる。このようにして、等式
{\displaystyle E_{4}^{2}=E_{8},\quad E_{4}E_{6}=E_{10},\quad E_{4}E_{10}=E_{14},\quad E_{6}E_{8}=E_{14}}
を得る。上で与えられたアイゼンシュタイン級数の q-展開を使い、約数のべき和を意味する等式
{\displaystyle (1+240\sum _{n=1}^{\infty }\sigma _{3}(n)q^{n})^{2}=1+480\sum _{n=1}^{\infty }\sigma _{7}(n)q^{n},}
に言い換えられる。
よって、
{\displaystyle \sigma _{7}(n)=\sigma _{3}(n)+120\sum _{m=1}^{n-1}\sigma _{3}(m)\sigma _{3}(n-m),}
が成り立ち、他も同様に成り立つ。さらに興味深いことには、8 次元偶数モジュラ格子 Γ のテータ函数は、全モジュラ群に対し、ウェイト 4 のモジュラ形式である。このことは、タイプ E8 のルート格子(E8 lattice)の長さ{\displaystyle {\sqrt {2n}}} のベクトルの数 rΓ(n) ついて、等式
{\displaystyle \theta _{\Gamma }(\tau )=1+\sum _{n=1}^{\infty }r_{\Gamma }(2n)q^{n}=E_{4}(\tau ),\quad r_{\Gamma }(n)=240\sigma _{3}(n)}
をもたらす。
ディレクレ指標(Dirichlet character)でツイストされた正則アイゼンシュタイン級数に対する同様のテクニックは、正の整数nに対しn を2、4、もしくは8個の平方数の和として表す方法の数の、nの因子を用いた公式をもたらす。
上記の漸化式を使い、全ての高次の E2k は E4 と E6 の多項式で表現することができる。例えば、
{\displaystyle {\begin{aligned}E_{8}&=E_{4}^{2}\\E_{10}&=E_{4}\cdot E_{6}\\691\cdot E_{12}&=441\cdot E_{4}^{3}+250\cdot E_{6}^{2}\\E_{14}&=E_{4}^{2}\cdot E_{6}\\3617\cdot E_{16}&=1617\cdot E_{4}^{4}+2000\cdot E_{4}\cdot E_{6}^{2}\\43867\cdot E_{18}&=38367\cdot E_{4}^{3}\cdot E_{6}+5500\cdot E_{6}^{3}\\174611\cdot E_{20}&=53361\cdot E_{4}^{5}+121250\cdot E_{4}^{2}\cdot E_{6}^{2}\\77683\cdot E_{22}&=57183\cdot E_{4}^{4}\cdot E_{6}+20500\cdot E_{4}\cdot E_{6}^{3}\\236364091\cdot E_{24}&=49679091\cdot E_{4}^{6}+176400000\cdot E_{4}^{3}\cdot E_{6}^{2}+10285000\cdot E_{6}^{4}\end{aligned}}.}
アイゼンシュタイン級数の積の間の多くの関係は、ハンケルの判別式(Hankel determinants)、つまり、ガーヴァンの等式(Garvan's identity)を使い、エレガントな方法で、
{\displaystyle \Delta ^{2}=-{\frac {691}{1728^{2}\cdot 250}}\det {\begin{vmatrix}E_{4}&E_{6}&E_{8}\\E_{6}&E_{8}&E_{10}\\E_{8}&E_{10}&E_{12}\end{vmatrix}}}
と表すことができる。ここに
{\displaystyle \Delta ={\frac {E_{4}^{3}-E_{6}^{2}}{1728}}}
はモジュラ判別式である。

### ラマヌジャンの恒等式
ラマヌジャン(Ramanujan)は、最初のいくつかのアイゼンシュタイン級数の微分を含む興味深い関係式を導いた。
{\displaystyle L(q)=1-24\sum _{n=1}^{\infty }{\frac {nq^{n}}{1-q^{n}}}=E_{2}(\tau )}
{\displaystyle M(q)=1+240\sum _{n=1}^{\infty }{\frac {n^{3}q^{n}}{1-q^{n}}}=E_{4}(\tau )}
{\displaystyle N(q)=1-504\sum _{n=1}^{\infty }{\frac {n^{5}q^{n}}{1-q^{n}}}=E_{6}(\tau ),}
とすると、
{\displaystyle q{\frac {dL}{dq}}={\frac {L^{2}-M}{12}}}
{\displaystyle q{\frac {dM}{dq}}={\frac {LM-N}{3}}}
{\displaystyle q{\frac {dN}{dq}}={\frac {LN-M^{2}}{2}}}
が成り立つ。
これらの恒等式は、級数の間の恒等式のように、約数函数の畳み込みの等式をもたらす。ラマヌジャンに従い、これらの等式を最も単純な形とするためには、0 を含む σp(n) の領域を拡張する必要がある。そのため、
{\displaystyle \sigma _{p}(0)={\frac {1}{2}}\zeta (-p).\;}    つまり
{\displaystyle {\begin{aligned}\sigma (0)&=-{\frac {1}{24}}\\\sigma _{3}(0)&={\frac {1}{240}}\\\sigma _{5}(0)&=-{\frac {1}{504}}.\end{aligned}}}
と置く。すると、例えば、
{\displaystyle \sum _{k=0}^{n}\sigma (k)\sigma (n-k)={\frac {5}{12}}\sigma _{3}(n)-{\frac {1}{2}}n\sigma (n)}
となる。
L, M, N の函数の間の前述の関係式に直接関係しないこのタイプの他の等式は、ラマヌジャンとギウゼッペ・メルフィ(Giuseppe Melfi)により証明された。例として、挙げると、
{\displaystyle \sum _{k=0}^{n}\sigma _{3}(k)\sigma _{3}(n-k)={\frac {1}{120}}\sigma _{7}(n)}
{\displaystyle \sum _{k=0}^{n}\sigma (2k+1)\sigma _{3}(n-k)={\frac {1}{240}}\sigma _{5}(2n+1)}
{\displaystyle \sum _{k=0}^{n}\sigma (3k+1)\sigma (3n-3k+1)={\frac {1}{9}}\sigma _{3}(3n+2).}
約数函数に対する畳み込み等式の包括的なリストと関連するトピックは、以下を参照。
- S. Ramanujan, On certain arithmetical functions, pp 136-162, reprinted in Collected Papers, (1962), Chelsea, New York.
- Heng Huat Chan and Yau Lin Ong, On Eisenstein Series, (1999) Proceedings of the Amer. Math. Soc. 127(6) pp.1735-1744
- G. Melfi, On some modular identities, in Number Theory, Diophantine, Computational and Algebraic Aspects: Proceedings of the International Conference held in Eger, Hungary. Walter de Grutyer and Co. (1998), 371-382.

## 一般化
保型形式(Automorphic form)は、一般リー群のモジュラ形式の考え方を一般化し、アイゼンシュタイン級数を似たような形で一般化する。
OK を総実体 K の整数環とすると、PSL(2,OK) としてヒルベルト・ブレメンタールのモジュラ群(Hilbert-Blumenthal modular group)が定義される。従って、アイゼンシュタイン級数をヒルベルト・ブレメンタールのモジュラ群のすべてのカスプに関連付けることができる。

## さらに進んだ文献
- Naum Illyich Akhiezer, Elements of the Theory of Elliptic Functions, (1970) Moscow, translated into English as AMS Translations of Mathematical Monographs Volume 79 (1990) AMS, Rhode Island ISBN 0-8218-4532-2
- Tom M. Apostol, Modular Functions and Dirichlet Series in Number Theory, Second Edition (1990), Springer, New York ISBN 0-387-97127-0
- Henryk Iwaniec, Spectral Methods of Automorphic Forms, Second Edition, (2002) (Volume 53 in Graduate Studies in Mathematics), America Mathematical Society, Providence, RI ISBN 0-8218-3160-7 (See chapter 3)
- Serre, Jean-Pierre, A course in arithmetic. Translated from the French. Graduate Texts in Mathematics, No. 7. Springer-Verlag, New York-Heidelberg, 1973.
- Goro Shimura: Euler Products and Eisenstein Series, AMS (CBMS 93), ISBN 0-8218-0574-6 (1997).